# Norman Slater
Norman Bernard Slater (San Francisco, 23 januari 1894 - Clarksburg, 1 maart 1979) was een Amerikaans rugbyspeler. Slater speelde als voorwaartse.

## Carrière
Tijdens de 1924 werd hij met de Amerikaanse ploeg olympisch kampioen aan de zijde van zijn broer Colby.

## Erelijst

### Met Verenigde Staten
- Olympische Zomerspelen:  1924